# John Maltravers, 1. Baron Maltravers
John Maltravers, 1. Baron Maltravers (auch Mautravers) (* um 1290; † 16. Februar 1364) war ein englischer Adliger und Höfling. Er gilt als einer der mutmaßlichen Mörder des abgesetzten Königs Eduard II.

## Herkunft und Rebell gegen König EduardII.
John Maltravers entstammte einer wohlhabenden Familie der Gentry aus Dorset. Er war ein Sohn von Sir John Maltravers aus Lytchett Matravers und von dessen ersten Frau Alinore. Vermutlich diente er als Militär unter Roger Mortimer in Irland und vermutlich auch 1314 an der Schlacht von Bannockburn teil. 1319 wurde er als Knight of the Shire für Dorset für das Parlament gewählt. 1320 begleitete er im Auftrag von König Eduard II. seinen Schwiegervater Maurice Berkeley in die damals dem englischen König gehörende Gascogne. Während des Despenser War gehörte er zu den Rebellen um Thomas of Lancaster und wurde im August 1321 zunächst vom König begnadigt, doch im Januar 1322 gehörte er wieder den Rebellen und griff zusammen mit Roger Mortimer Newport Castle an, das dem verhassten königlichen Günstling Hugh le Despenser gehörte. Während Mortimer sich jedoch Ende Januar dem König ergeben musste, gelang es Maltravers, ins Ausland zu flüchten. Nach dem endgültigen Sieg des Königs in der Schlacht bei Boroughbridge im März 1322 wurden seine Güter beschlagnahmt. Nachdem auch Mortimer 1323 nach Frankreich flüchten konnte, schloss sich Maltravers ihm an und diente ihm als Hauptmann der Truppen, die Mortimer für eine geplante Invasion Englands zusammenzog. Im September 1326 gehörte Maltravers der kleinen Armee an, mit der Mortimer und Königin Isabelle in England landete. Mortimer und die Königin konnten den König stürzen und die Regierung übernehmen. Maltravers erhielt zur Belohnung das Gut Winterborne Houghton und Besitzungen in Sutton Maudite, die zuvor Despenser gehört hatten. Im Februar 1327 erhielt er vom Parlament seine 1322 beschlagnahmten Besitzungen zurück.

## Vertrauter Mortimers und mutmaßlicher Mörder EduardsII.
Ab April 1327 waren er und sein Schwager Thomas de Berkeley mit der Bewachung des abgesetzten Königs Eduard II. in Berkeley Castle beauftragt, weshalb er zu den Verdächtigen gehört, die im September 1327 am mutmaßlichen Mord an Eduard beteiligt gewesen waren. Er war zum Zeitpunkt des mutmaßlichen Todes in Berkeley, als William Ockley ihm und Thomas Gurney Befehle von Mortimer überbrachte. Spätestens Ende 1328 gehörte er zu den engsten Gefolgsleuten von Mortimer, der inzwischen faktisch Regent von England war. Am 5. April erhielt er das einträgliche Amt des Verwalters der königlichen Forste südlich des Trent. Von 1328 bis 1329 schlug er mit die Rebellion von Henry of Lancaster nieder und diente bei der Verurteilung der gefangen genommenen Rebellen als Ankläger. 1329 begleitete er als Knight Banneret den jungen König Eduard III. nach Frankreich, wo dieser dem französischen König Hommage für die Besitzungen in Südwestfrankreich leisten musste. Im Mai 1330 war Maltravers Lord Steward of the Household und erhielt nach einem Rechtsstreit Güter von John Giffard zugesprochen. Im selben Jahr wurde er zweimal als Baron Maltravers in das Parlament berufen. Im Oktober 1330 wurde er Verwalter von Clarendon Palace, und spätestens im September 1329 war er Verwalter von Corfe Castle geworden, da er auch an der Verschwörung beteiligt war, die Anfang 1330 Edmund of Woodstock, 1. Earl of Kent überzeugte, dass sein Halbbruder Eduard II. noch leben würde. Aufgrund dieser Intrige wurde der Earl of Kent wenig später wegen Hochverrat hingerichtet. Nach dem Sturz Mortimers im Oktober 1330 durch den jungen König Eduard III. flüchtete Maltravers. Er wurde wegen Mordes am Earl of Kent angeklagt und auf ihn wurde ein Kopfgeld in Höhe von 1000 Mark ausgesetzt. Seine beschlagnahmten Besitzungen fielen an Kents Witwe Margaret Wake sowie an William Montagu. Ende 1330 oder Anfang 1331 konnte Maltravers zusammen mit Thomas Gournay und anderen Gefolgsleuten Mortimers aus England, vermutlich von Mousehole in Cornwall aus flüchten. Angeblich verbrachte er die nächsten Jahre in den Niederlanden oder in Deutschland.

## Exil und Rückkehr nach England
Im Februar 1331 verfügte Königin Philippa, dass Maltravers Frau Agnes aus ihrem Wittum aus ihren ersten beiden Ehen mit John Argentine († 1318) und John Nerford († 1329) Einkünfte zur Versorgung ihrer Familie erhielt. Im August 1332 unternahm Agnes angeblich eine Wallfahrt ins Ausland, die jedoch nur als Vorwand diente, um ihren Ehemann besuchen zu können. Im März 1334 wurde William Montagu beauftragt, mit Maltravers in Verbindung zu treten, da dieser Geheimnisse preisgeben wolle. 1335 wurden Montagu, Edmund Bereford, ein Schwager von Maltravers, sein anderer Schwager Thomas de Berkeley, John Moleyns und Nicholas Beche begnadigt, da sie Maltravers im Ausland unterstützt hätten. 1339 erhielt Maltravers vom König lebenslang eine jährliche Rente in Höhe von £ 100, und 1342 wurde seiner Frau erlaubt, nach Belieben bei ihrem Mann im Ausland zu wohnen. Diese Behandlung eines als Hochverräter verurteilten Mannes durch König Eduard III. führte zu Gerüchten, dass Eduard II. doch nicht ermordet worden sei, wobei Maltravers Rolle beim Tod oder Verschwinden des abgesetzten Königs unklar blieb. Der spätere italienische Bischof Manuel Fieschi schrieb in einem zwischen 1336 und 1343 entstanden Bericht, dass Eduard II. von Berkeley Castle nach Corfe Castle gebracht wurde, wo Maltravers auch Constable war. Dort hätte der abgesetzte König 18 Monate lang versteckt gelebt und wäre anschließend ins Ausland geflohen. Nach dieser Geschichte wäre Maltravers bis 1351 dauerndes Exil der Versuch gewesen, die Flucht des abgesetzten Königs zu verdecken. 1345 traf Maltravers König Eduard III. an der Mündung des Zwin in Flandern. Er erhielt noch nicht die Erlaubnis, nach England zurückzukehren, doch in den nächsten fünf Jahren gewann er weiter die Gunst des Königs. Nach der englischen Eroberung von Calais 1347 erwarb er dort ein Haus, und 1348 gehörte er zu einer englischen Delegation, die während des Hundertjährigen Krieges in Gent, Brügge und Ypern im Auftrag des Königs Verhandlungen führte. 1351 wurde er Verwalter der Kanalinseln, wo er in Bowes bei St. Peter Port ein Hospital gründete. 1351 durfte er schließlich auch nach England zurückkehren, wo er am 20. Juni seine beschlagnahmten Ländereien zurückerhielt. Im November 1351 wurde er wieder zur Parlamentssitzung berufen, und im Februar 1352 wurde seine Wiedereinsetzung in die Gunst des Königs offiziell vom Parlament bestätigt. Die letzten Jahre seines Lebens verbrachte er in England. Er wurde in Lytchett Matravers begraben.

## Ehen und Nachkommen
Maltravers war zweimal verheiratet. Um 1313 heiratete er Ela (auch Milicent), eine Tochter von Maurice de Berkeley, 2. Baron Berkeley und von Eva la Zouche. Mit ihr hatte er einen Sohn, John. Ela starb vermutlich vor 1329, um diese Zeit heiratete Maltravers Agnes († 1375), die bereits zweimal verwitwete Tochter von Sir William Bereford. Diese Ehe blieb kinderlos.
Da sein Sohn John bereits 1350 und auch dessen Sohn Henry bereits vor ihm gestorben waren, wurden seine beiden Enkelinnen Joan, Ehefrau von Sir John Kaynis, und Eleanor, Frau von Sir John Arundel, seine Erbinnen. Der Titel Baron Maltravers fiel zunächst in Abeyance, bis seine Enkelin Eleanor nach dem kinderlosen Tod ihrer Schwester aus eigenem Recht Baroness Maltravers wurde.